# Zane Moosa
Zane Moosa (ur. 23 września 1968 w Pretorii) – południowoafrykański piłkarz występujący na pozycji pomocnika.

## Kariera klubowa
Moosa karierę rozpoczynał w 1986 roku w zespole Wits University. W 1989 roku przeszedł do Mamelodi Sundowns. W 1990 roku zdobył z nim mistrzostwo Południowej Afryki. W 1993 roku grał na wypożyczeniu w Avendale Athletico. Potem wrócił do Mamelodi, w którym występował do końca sezonu 1996/1997. Następnie odszedł do saudyjskiego Al-Ahli Dżudda. W sezonie 1997/1998 zdobył z nim Puchar Arabii Saudyjskiej. W 1998 roku przeniósł się do Kaizer Chiefs. W sezonie 1998/1999 wywalczył z nim wicemistrzostwo Południowej Afryki, po czym zakończył karierę.

## Kariera reprezentacyjna
W latach 1992–1996 w reprezentacji Południowej Afryki Moosa rozegrał 5 spotkań. W 1996 roku został powołany do kadry na Puchar Narodów Afryki. Zagrał na nim w meczu z Egiptem (0:1), a Południowa Afryka została zwycięzcą turnieju.